# Magajiya
Magajiya ist der Titel einer wichtigen weiblichen Amtsträgerin in den traditionellen Hausastaaten Nordnigerias und Nigers.
In der mündlichen Überlieferung von Daura bezeichnet der Name auch die legendäre Gründerin und spätere Königin der Stadt Daura. Die große Bedeutung der Magajiya für das traditionelle Staatswesen kommt dadurch zum Ausdruck, dass sie das Verfahren zur Absetzung des Königs einleiten konnte. Während der großen Festprozessionen begibt der König sich noch heute am zweiten Tag der Feier zum Haus der Magajiya, um sie dort zu begrüßen. Er erweist ihr diese Ehre in Erinnerung daran, dass ihre Vorfahrin die Stadt gründete, später den Schlangentöter Bayajidda heiratete und damit zur Stammmutter der „sieben echten Hausa“ (mit der Ausnahme von Biram/Garun ta-Gabas) wurde.
Außerdem ist Magajiya der Titel der Bevollmächtigten, die sich in vielen Hausastädten um die Prostituierten kümmert. Diese Funktion hängt mit ihrer Rolle als Priesterin des Bori-Besessenheitskultes zusammen. Es fällt auf, dass auch die große weibliche Göttin des Kultes den Namen Magajiya trägt. Unter den zahlreichen Geistern des Kultes ist sie jeweils die Anführerin der „weißen“ oder „Hausa“-Gottheiten. Die Amtsträgerin und die Gottheit Magajiya stehen im Gegensatz zur Inna, die als Anführerin und wichtigste Göttin der „heidnischen“ oder Azna-Gottheiten anzusehen ist.